# Reflexologia
Reflexologia ou zonaterapia é uma prática de terapêutica alternativa pseudocientífica que consiste na aplicação de pressão nos pés e nas mãos de forma a produzir em efeito noutra parte do corpo. A pressão é aplicada com o polegar, dedos e mãos segundo técnicas específicas e sem a utilização de óleos ou loções.
A reflexologia é uma pseudociência que se baseia na crença de que cada órgão ou parte do corpo está representado ou refletido nas plantas das mãos e dos pés, e que exercer pressão nestes locais provoca alterações físicas no resto do corpo. Não há evidências científicas de que a reflexologia seja eficaz no tratamento de qualquer doença ou condição médica.

## Eficácia

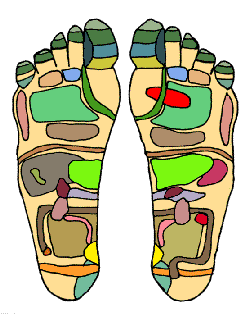
Exemplo de mapa de reflexologia, mostrando regiões dos pés onde praticantes acreditam terem correspondência com órgãos ou partes do corpo

Não há evidências para a afirmação de seus efeitos, ou de qualquer base científica ou demonstrativa para as suas hipóteses. Assim como outras pseudociências sem qualquer efeito provado além de placebo, se seus pacientes dependerem apenas dela ou até rejeitarem tratamentos médicos efetivos, aumenta o risco de saúde do paciente.
Em 2009, uma revisão sistemática de experimentos aleatórios controlados concluiu que "A melhor evidência existente até o momento não demonstra que a reflexologia é eficaz no tratamento de qualquer condição médica".
A afirmação de que a reflexologia pode manipular energia (qi) sempre foi extremamente controversa, já que não há nenhuma evidência científica mostrando a existência dessa energia (Ki ou "meridianos") no corpo.

## Classificação por "áreas reflexas"
As principais áreas reflexas trabalhadas são: as mãos (reflexo palmar); os pés (reflexo podal); as orelhas (ver também auriculoterapia); a coluna (reflexo vertebral); a face (reflexo facial); e o crânio (reflexo cranial); e separadamente reflexos da boca, dentes e nariz.[carece de fontes?] Alguns autores também propõem a estimulação elétrica das mesmas áreas com corrente elétrica sinusoidal.

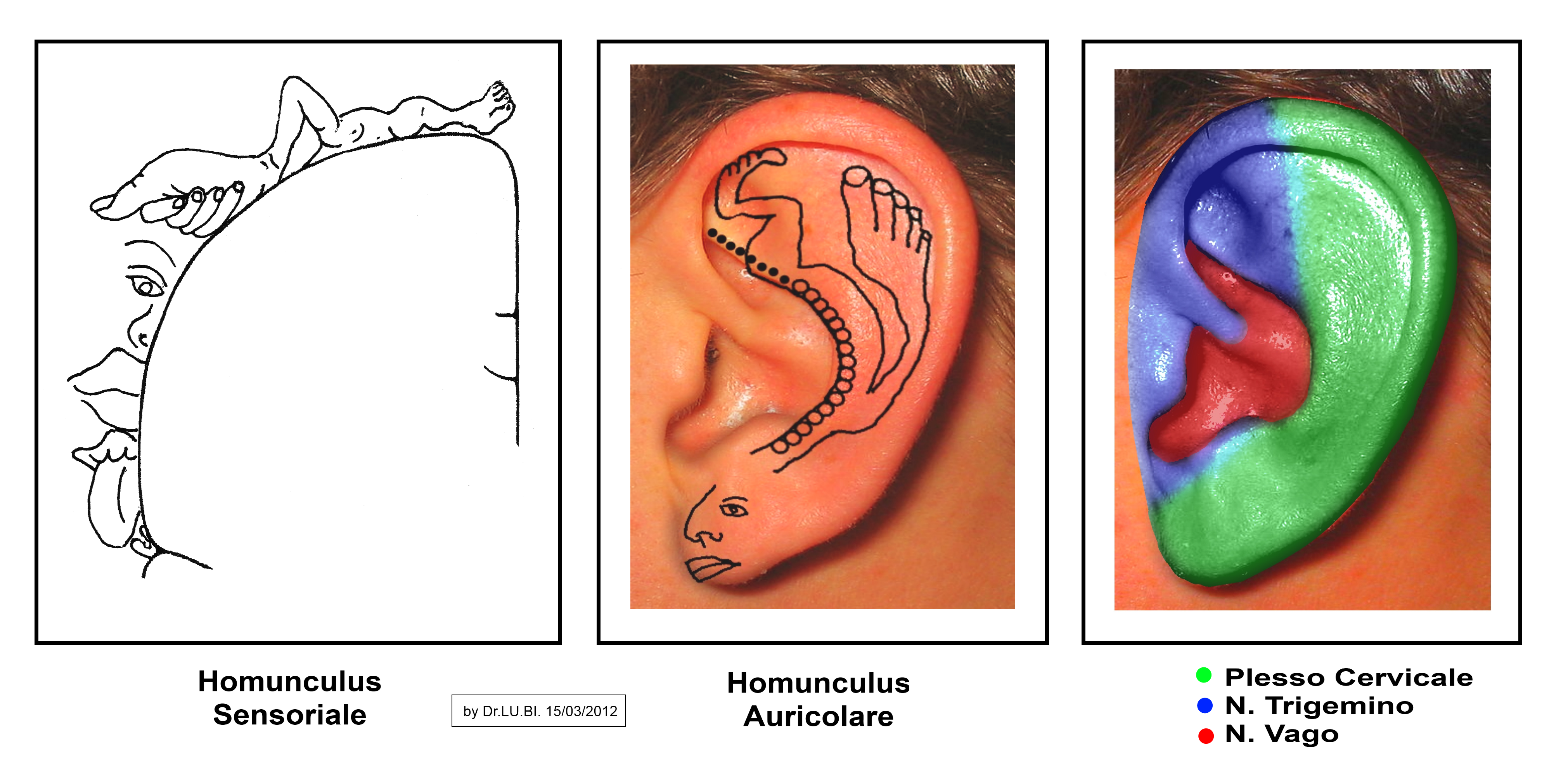

## Mecanismo de ação defendido por proponentes
Não há consenso entre os reflexologistas sobre como a reflexologia deve funcionar. A ideia relativamente generalizada é a de que algumas áreas no pé, ou da mão etc. correspondem a outras áreas do corpo, e que, manipulando-as, pode-se melhorar a saúde através do "chi", como definido nas concepções chinesas. Uma alegação é que a pressão recebida pelo pé (ou outra parte do corpo) poderia enviar sinais que equilibrariam o sistema nervoso ou liberariam mensagens químicas como a endorfina, que reduz o estresse e dores.
Estas e outras hipóteses isoladas (sem compor uma sistema teórico) são rejeitadas pela grande maioria da comunidade médica, que incluem a reflexoterapia como pseudociência.

## História

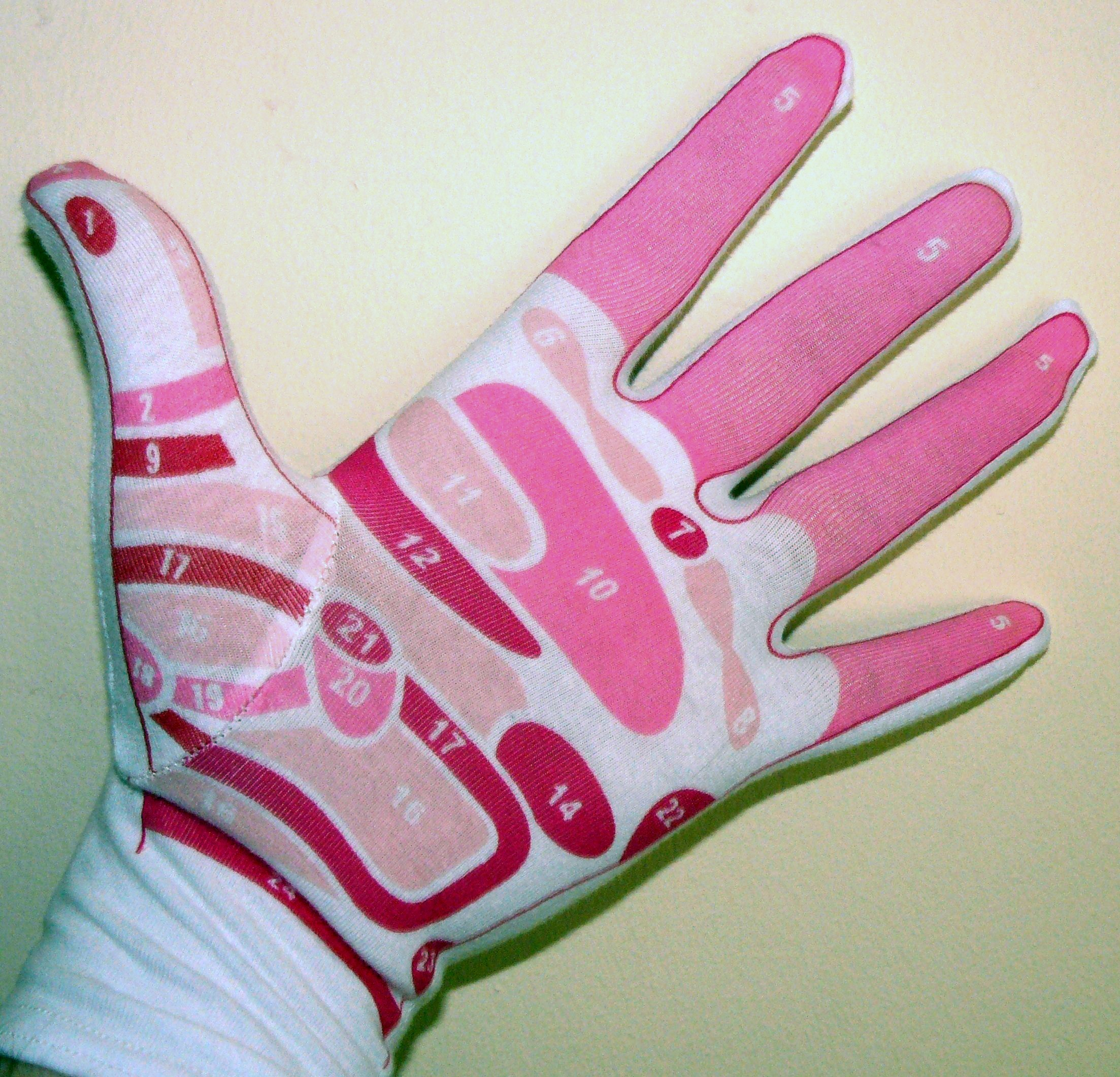
Este mapa de reflexologia das mãos indica por números áreas que praticantes alegam que corresponderiam aos diversos órgãos do corpo humano.

Práticas semelhantes à reflexologia podem ter existido em civilizações antigas, tendo sido documentadas nas histórias da índia, China e Egito.
A reflexologia foi introduzida nos EUA em 1913 pelo médico William Fitzgerald (1872–1942), que teria iniciado a reflexologia a partir de suas observações no Hospital St. Francis de Connecticut (Estados Unidos), onde ocupou o cargo de chefe do departamento de otorrinolaringologia. O doutor Fitzgerald, juntamente com Edwin F. Bowers, são autores do livro "Zone therapy; or, Relieving pain at home" (publicado em 1917 por I. W. Long, Publisher e disponível na California Digital Library), que, como o nome indica, destacava o efeito analgésico de estimulações em determinadas áreas (zonas) do corpo.
Outra atribuição de origem vem do integrante do Hospital Laennec de Paris da década de 50, Louis Van Steen, que praticava a técnica de estimulação direta da coluna vertebral, tanto influenciado pelas concepções de dermátomos como pela medicina chinesa divulgada na França por G. Soulié de Morant (1878-1955). Este autor nos aponta, como origem, o "Traité de reflexothérapie" de Albert Leprince (1924) e as contribuições do doutor Albert Abrams (1863–1924), autor do livro "Spondylotherapy, physio and pharmaco-therapy and diagnostic methods based on a study of clinical physiology" (publicado pela Philopolis Press em 1918 - disponível na Open Library), pelo que consta, inspirado nas técnicas da osteopatia e quiropraxia.
O Do In, de origem japonesa, e o Tui Na, de origem chinesa, são notavelmente semelhantes aos procedimentos de algumas técnicas também conhecidas como reflexoterapia, embora fundamentem-se em concepções das tradições orientais relativamente próximas entre si e distintas das concepções científicas da medicina ocidental.